# Kanton Melun-Nord
Kanton Melun-Nord is een voormalig kanton van het Franse departement Seine-et-Marne. Het kanton maakte deel uit van het arrondissement Melun.
 Het werd opgeheven bij decreet van 18 februari 2014 met uitwerking in maart 2015.

## Gemeenten
Het kanton Melun-Nord omvatte de volgende gemeenten:
- Maincy
- Melun (deels, hoofdplaats)
- Montereau-sur-le-Jard
- Rubelles
- Saint-Germain-Laxis
- Vaux-le-Pénil
- Voisenon